# Melrose (Minnesota)
Melrose – miasto w Stanach Zjednoczonych, w stanie Minnesota, w hrabstwie Stearns.